# Światowa Organizacja Ruchu Skautowego
Światowa Organizacja Ruchu Skautowego (WOSM, ang. World Organization of the Scout Movement) – międzynarodowe stowarzyszenie zrzeszające organizacje skautowe z całego świata. Skupia ponad 54 mln członków w 163 państwach (2016) – głównie skautów (chłopców), ale czasami również skautki (dziewczynki), w przypadku gdy dana organizacja jest koedukacyjna i nie jest równocześnie członkiem WAGGGS.
W Polsce członkiem WOSM jest Związek Harcerstwa Polskiego (członek założyciel WOSM w latach 1922–1949 i ponownie od 1996).

## Struktura
WOSM działa w 6 regionach:
- Europejskim,
- Euroazjatyckim,
- Arabskim,
- Azji-Pacyfiku,
- Interamerykańskim,
- Afrykańskim.

## Władze
Najwyższą władzą organizacji jest Światowa Konferencja, która odbywa się co 3 lata. Między konferencjami władzę sprawuje Komitet Światowy. Podstawowym dokumentem jest „Konstytucja Światowej Organizacji Ruchu Skautowego”, na którym opiera się cała działalność organizacji.
WOSM jest członkiem Global Youth Mobilisation oraz wspiera SDGs, sekretarz generalny WOSM Ahmad Alhendawi był współautorem artykułu dla WEF, który wskazywał na konieczność wspierania krajów rozwijających się, walkę ze zmianami klimatu, podkreślał rolę młodych w przejściu przez pandemię COVID-19 oraz wskazywał na nierówności płciowe i konieczność wzmocnienia pozycji kobiet i dziewcząt.

## Symbolika
Symbolem członków WOSM jest purpurowa, okrągła odznaka z lilijką w środku, otoczoną przez kawałek liny związany za pomocą węzła płaskiego. Lilijka jest średniowiecznym symbolem używanym przez Roberta Baden-Powella w armii brytyjskiej dla zwiadowców. Dla skautingu została następnie zmodyfikowana. Strzałka reprezentuje igłę kompasu wskazującą na północ i jest rozumiana jako symbol służby i jedności. Trzy ramiona (płatki) lilijki reprezentują obowiązki wobec Boga, wobec bliźnich i wobec siebie. Dwie pięcioramienne gwiazdki oznaczają prawdę i wiedzę, a ich dziesięć ramion – punkty prawa skautowego. Kolor biały oznacza czystość, a purpura odpowiedzialność i pomoc innym. Lina zawiązana na węzeł płaski to jedność i braterstwo skautów i Światowego Ruchu Skautowego.

## Wyróżnienia
W roku 1981 WOSM otrzymała Nagrodę UNESCO za Wychowanie dla Pokoju.